# Llista de monuments d'Amer
Llista de monuments d'Amer inclosos en l'Inventari del Patrimoni Arquitectònic Català per al municipi d'Amer (Selva). Inclou els inscrits en el Registre de Béns Culturals d'Interès Nacional (BCIN) amb la classificació de monuments històrics, els Béns Culturals d'Interès Local (BCIL) de caràcter immoble i la resta de béns arquitectònics integrants del patrimoni cultural català.
| Monument                                                                     | Protecció       | Estil/època                                 | Localització                                      | Coordenades                                            | Codi?         | Imatge |
| ---------------------------------------------------------------------------- | --------------- | ------------------------------------------- | ------------------------------------------------- | ------------------------------------------------------ | ------------- | --- |
| Torre de Roca-salva, o Torre de Sant Climent                                 | BCIN 468-MH     | Obra popular XIII                           | Amer Mas de Roca-salva                            | 42° 00′ 37″ N, 2° 37′ 54″ E / 42.010156°N,2.631566°E   | RI-51-0005790 | Carregueu una nova foto d'aquest monument                                                                                           |
| Castell d'Estela                                                             | BCIN 762-MH     | Romànic XI-XV                               | Amer                                              | 41° 59′ 34″ N, 2° 35′ 32″ E / 41.992649°N,2.592236°E   | RI-51-0005789 | Carregueu una nova foto d'aquest monument                                                                                           |
| Vila Vella d'Amer                                                            | BCIN 4202-CH-EN | Obra popular Medieval                       | Amer Vila Vella                                   | 42° 00′ 35″ N, 2° 36′ 08″ E / 42.00971°N,2.60233°E     | IPA-297       | Vila Vella d'Amer · Vegeu més fotos d'aquest monument · Carregueu una nova foto d'aquest monument                                   |
| Can Patriarca, o Can Carbonés                                                |                 | Obra popular XVIII                          | Amer C. Nou, 18                                   | 42° 00′ 31″ N, 2° 36′ 06″ E / 42.00866°N,2.60174°E     | IPA-26456     | Can Patriarca (Amer) · Vegeu més fotos d'aquest monument · Carregueu una nova foto d'aquest monument                                |
| Rectoria                                                                     |                 | Obra popular XIX, XXI Inici                 | Amer Rbla. del Monestir, 11                       | 42° 00′ 35″ N, 2° 36′ 06″ E / 42.00965°N,2.60178°E     | IPA-26457     | Rectoria (Amer) · Vegeu més fotos d'aquest monument · Carregueu una nova foto d'aquest monument                                     |
| Monestir de Santa Maria d'Amer                                               | BCIL 1988       | Obra popular, romànic IX, XI, XVI, XX       | Amer Pl. Monestir, 4-6                            | 42° 00′ 36″ N, 2° 36′ 07″ E / 42.00991°N,2.60192°E     | IPA-26458     | Monestir de Santa Maria d'Amer · Vegeu més fotos d'aquest monument · Carregueu una nova foto d'aquest monument                      |
| Can Boles, o Palau de l'Abat                                                 | BCIL 1988       | Obra popular XVI                            | Amer Pl. del Monestir, 5                          | 42° 00′ 35″ N, 2° 36′ 08″ E / 42.00964°N,2.60223°E     | IPA-26459     | Can Boles (Amer) · Vegeu més fotos d'aquest monument · Carregueu una nova foto d'aquest monument                                    |
| Ca l'Espígol, o Can Gatziu                                                   |                 | Obra popular Medieval                       | Amer Rambla del Monestir, 17                      | 42° 00′ 36″ N, 2° 36′ 05″ E / 42.00994°N,2.60142°E     | IPA-26460     | Ca l'Espígol (Amer) · Vegeu més fotos d'aquest monument · Carregueu una nova foto d'aquest monument                                 |
| Ca les Hermanes                                                              |                 | Obra popular XIX, XXI Inici                 | Amer Rbla. del Monestir, 15                       | 42° 00′ 35″ N, 2° 36′ 06″ E / 42.00982°N,2.60159°E     | IPA-26461     | Ca les Hermanes (Amer) · Vegeu més fotos d'aquest monument · Carregueu una nova foto d'aquest monument                              |
| Can Carreter                                                                 |                 | Obra popular Medieval                       | Amer Pl. del Monestir, 1 (enderrocat)             |                                                        | IPA-26462     | Carregueu una nova foto d'aquest monument                                                                                           |
| Ca la Fernanda                                                               |                 | Obra popular Medieval                       | Amer Pl. del Monestir, 9                          | 42° 00′ 35″ N, 2° 36′ 07″ E / 42.0096°N,2.60186°E      | IPA-26463     | Ca la Fernanda (Amer) · Vegeu més fotos d'aquest monument · Carregueu una nova foto d'aquest monument                               |
| Can Món, o Can Munt                                                          |                 | Obra popular, neoclassicisme XVI, XXI Inici | Amer Rbla. del Monestir, 7                        | 42° 00′ 34″ N, 2° 36′ 07″ E / 42.00953°N,2.60204°E     | IPA-26464     | Can Món (Amer) · Vegeu més fotos d'aquest monument · Carregueu una nova foto d'aquest monument                                      |
| Can Colomer, o Casa Porcioles                                                |                 | Obra popular Medieval, XX Inici             | Amer Rambla del Monestir, 13                      | 42° 00′ 35″ N, 2° 36′ 06″ E / 42.00966°N,2.60174°E     | IPA-26465     | Can Colomer (Amer) · Vegeu més fotos d'aquest monument · Carregueu una nova foto d'aquest monument                                  |
| Can Terme, Museu Etnològic de la Vila d'Amer, Fundació Gultresa              |                 | Obra popular XVII, XX, XXI Inici            | Amer Pl. Monestir, 2                              | 42° 00′ 36″ N, 2° 36′ 08″ E / 42.00988°N,2.60227°E     | IPA-26466     | Can Terme (Amer) · Vegeu més fotos d'aquest monument · Carregueu una nova foto d'aquest monument                                    |
| Habitatge al carrer de l'Abat Vilafreser, 16                                 |                 | Obra popular XVIII Mitjan                   | Amer C. Abat Vilafreser, 16                       | 42° 00′ 28″ N, 2° 36′ 11″ E / 42.00766°N,2.60319°E     | IPA-26467     | Habitatge al carrer de l'Abat Vilafreser, 16 (Amer) · Vegeu més fotos d'aquest monument · Carregueu una nova foto d'aquest monument |
| Ca la Lores Susqueda                                                         |                 | Obra popular XVIII, XX Mitjan               | Amer C. Abat Vilafreser, 17                       | 42° 00′ 28″ N, 2° 36′ 12″ E / 42.00768°N,2.60328°E     | IPA-26468     | Ca la Lores Susqueda (Amer) · Vegeu més fotos d'aquest monument · Carregueu una nova foto d'aquest monument                         |
| Habitatge al carrer Abat Vilafreser, 10, Galeria d'Art Pedreguet             |                 | Obra popular XVIII                          | Amer C. Abat Vilafreser, 10                       | 42° 00′ 28″ N, 2° 36′ 11″ E / 42.00788°N,2.60297°E     | IPA-26469     | Habitatge al carrer Abat Vilafreser, 10 (Amer) · Vegeu més fotos d'aquest monument · Carregueu una nova foto d'aquest monument      |
| Can Tirai                                                                    |                 | Obra popular XVIII, XX Final                | Amer C. Abat Vilafreser, 8                        | 42° 00′ 29″ N, 2° 36′ 11″ E / 42.00799°N,2.60294°E     | IPA-26470     | Can Tirai (Amer) · Vegeu més fotos d'aquest monument · Carregueu una nova foto d'aquest monument                                    |
| Habitatge al carrer Abat Vilafreser, 6                                       |                 | Obra popular XVIII                          | Amer C. Abat Vilafreser, 6                        | 42° 00′ 29″ N, 2° 36′ 10″ E / 42.00801°N,2.60288°E     | IPA-26471     | Habitatge al carrer Abat Vilafreser, 6 (Amer) · Vegeu més fotos d'aquest monument · Carregueu una nova foto d'aquest monument       |
| Ca l'Andanés                                                                 |                 | Obra popular XVIII, XX Final                | Amer C. Abat Vilafreser, 2                        | 42° 00′ 29″ N, 2° 36′ 10″ E / 42.00813°N,2.60281°E     | IPA-26472     | Ca l'Andanés (Amer) · Vegeu més fotos d'aquest monument · Carregueu una nova foto d'aquest monument                                 |
| Can Ferrer                                                                   |                 | Obra popular XIX                            | Amer Pg. del Firal, 3                             | 42° 00′ 32″ N, 2° 36′ 03″ E / 42.00885°N,2.60094°E     | IPA-26473     | Can Ferrer (Amer) · Vegeu més fotos d'aquest monument · Carregueu una nova foto d'aquest monument                                   |
| Can Caballer                                                                 |                 | Obra popular XVIII, XXI Inici               | Amer Pg. del Firal, 51 (enderrocat)               | 42° 00′ 38″ N, 2° 35′ 59″ E / 42.010693°N,2.599733°E   | IPA-26474     | Can Caballer (Amer) · Vegeu més fotos d'aquest monument · Carregueu una nova foto d'aquest monument                                 |
| Ca l'Antoni Puig, o Can Garangou                                             |                 | Obra popular XVIII                          | Amer Pg. del Firal, 49                            | 42° 00′ 38″ N, 2° 35′ 59″ E / 42.01053°N,2.5998°E      | IPA-26475     | Ca l'Antoni Puig (Amer) · Vegeu més fotos d'aquest monument · Carregueu una nova foto d'aquest monument                             |
| Can Josep Guell                                                              |                 | Obra popular XVIII, XXI Inici               | Amer Pg. del Firal, 47                            | 42° 00′ 38″ N, 2° 36′ 00″ E / 42.010468°N,2.599864°E   | IPA-26476     | Can Josep Guell (Amer) · Vegeu més fotos d'aquest monument · Carregueu una nova foto d'aquest monument                              |
| Ca l'Aiano, o Can Guitar                                                     |                 | Obra popular XVIII                          | Amer Pg. del Firal, 45                            | 42° 00′ 37″ N, 2° 35′ 59″ E / 42.01032°N,2.59986°E     | IPA-26477     | Ca l'Aiano (Amer) · Vegeu més fotos d'aquest monument · Carregueu una nova foto d'aquest monument                                   |
| Ca l'Oriol, Fonda-bar Oriol                                                  |                 | Obra popular XIX, XXI Inici                 | Amer Pg. del Firal, 23                            | 42° 00′ 34″ N, 2° 36′ 01″ E / 42.00957°N,2.60037°E     | IPA-26478     | Carregueu una nova foto d'aquest monument                                                                                           |
| Can Puigdemont, o Can Tonelada                                               |                 | Obra popular XIX Final                      | Amer Pg. del Firal, 67                            | 42° 00′ 41″ N, 2° 35′ 57″ E / 42.01143°N,2.59929°E     | IPA-26479     | Can Puigdemont (Amer) · Vegeu més fotos d'aquest monument · Carregueu una nova foto d'aquest monument                               |
| Can Tarsa, o Can Torrent                                                     |                 | Obra popular XIX                            | Amer Pg. del Firal, 43                            | 42° 00′ 37″ N, 2° 36′ 00″ E / 42.01015°N,2.59995°E     | IPA-26481     | Can Tarsa (Amer) · Vegeu més fotos d'aquest monument · Carregueu una nova foto d'aquest monument                                    |
| Can Flores                                                                   |                 | Obra popular XIX, XX                        | Amer Pg. del Firal, 35                            | 42° 00′ 36″ N, 2° 36′ 00″ E / 42.00995°N,2.60009°E     | IPA-26482     | Can Flores (Amer) · Vegeu més fotos d'aquest monument · Carregueu una nova foto d'aquest monument                                   |
| Can Sià, o Can Serrat                                                        |                 | Obra popular XIX                            | Amer Pg. del Firal, 15                            | 42° 00′ 33″ N, 2° 36′ 03″ E / 42.00903°N,2.60076°E     | IPA-26483     | Can Sià (Amer) · Vegeu més fotos d'aquest monument · Carregueu una nova foto d'aquest monument                                      |
| Habitatge al carrer Fira de Sant Isidre, 9                                   |                 | Obra popular XIX                            | Amer C. Fira de Sant Isidre, 9                    | 42° 00′ 33″ N, 2° 36′ 01″ E / 42.00923°N,2.60016°E     | IPA-26484     | Habitatge al carrer Fira de Sant Isidre, 9 (Amer) · Vegeu més fotos d'aquest monument · Carregueu una nova foto d'aquest monument   |
| Can Martíades, Can Coima                                                     |                 | Darreres tendències XIX                     | Amer C. Sant Martí, 25 (enderrocat)               |                                                        | IPA-26485     | Carregueu una nova foto d'aquest monument                                                                                           |
| Habitatge al carrer Fira de Sant Isidre, 5                                   |                 | Obra popular XIX, XXI Inici                 | Amer C. Fira de St. Isidre, 5 (enderrocat)        | 42° 00′ 34″ N, 2° 36′ 00″ E / 42.00945°N,2.60001°E     | IPA-26486     | Carregueu una nova foto d'aquest monument                                                                                           |
| Can Joan del Carro, o Can Puigdemont                                         |                 | Obra popular XVIII                          | Amer C. Àngel Guimerà, 1                          | 42° 00′ 30″ N, 2° 36′ 12″ E / 42.00842°N,2.60321°E     | IPA-26487     | Carregueu una nova foto d'aquest monument                                                                                           |
| El Molí, o Can Fuselles                                                      |                 | Obra popular XVIII, XX Mitjan               | Amer Pg. del Molí, 10                             | 42° 00′ 43″ N, 2° 36′ 02″ E / 42.01188°N,2.60067°E     | IPA-26488     | El Molí (Amer) · Vegeu més fotos d'aquest monument · Carregueu una nova foto d'aquest monument                                      |
| Fonda Fàbregas                                                               |                 | Obra popular XIX                            | Amer Pl. de Sant Miquel, 17                       | 42° 00′ 30″ N, 2° 36′ 10″ E / 42.00833°N,2.60284°E     | IPA-26489     | Fonda Fàbregas (Amer) · Vegeu més fotos d'aquest monument · Carregueu una nova foto d'aquest monument                               |
| Cal Bisbe                                                                    |                 | Obra popular XIX                            | Amer C. Sant Miquel, 3                            | 42° 00′ 30″ N, 2° 36′ 10″ E / 42.00844°N,2.60282°E     | IPA-26490     | Cal Bisbe (Amer) · Vegeu més fotos d'aquest monument · Carregueu una nova foto d'aquest monument                                    |
| Can Joan Escaler                                                             |                 | Obra popular XVIII                          | Amer C. Migdia, 16                                | 42° 00′ 28″ N, 2° 36′ 09″ E / 42.00786°N,2.60244°E     | IPA-26491     | Can Joan Escaler (Amer) · Vegeu més fotos d'aquest monument · Carregueu una nova foto d'aquest monument                             |
| Habitatge al carrer de la Séquia, 14                                         |                 | Obra popular XVIII, XXI Inici               | Amer C. Séquia, 14                                | 42° 00′ 31″ N, 2° 36′ 09″ E / 42.00849°N,2.60237°E     | IPA-26492     | Habitatge al carrer de la Séquia, 14 (Amer) · Vegeu més fotos d'aquest monument · Carregueu una nova foto d'aquest monument         |
| Can Mitjaire                                                                 |                 | Obra popular XIX, XXI Inici                 | Amer C. Nou, 10                                   | 42° 00′ 31″ N, 2° 36′ 07″ E / 42.00856°N,2.60197°E     | IPA-26493     | Can Mitjaire (Amer) · Vegeu més fotos d'aquest monument · Carregueu una nova foto d'aquest monument                                 |
| Can Campassol                                                                |                 | Obra popular XVIII, XX Final                | Amer C. Nou, 11                                   | 42° 00′ 31″ N, 2° 36′ 07″ E / 42.00851°N,2.60185°E     | IPA-26494     | Can Campassol (Amer) · Vegeu més fotos d'aquest monument · Carregueu una nova foto d'aquest monument                                |
| Habitatge al carrer Nou, 13                                                  |                 | Obra popular XVIII                          | Amer C. Nou, 13                                   | 42° 00′ 31″ N, 2° 36′ 07″ E / 42.00848°N,2.6019°E      | IPA-26495     | Habitatge al carrer Nou, 13 (Amer) · Vegeu més fotos d'aquest monument · Carregueu una nova foto d'aquest monument                  |
| Can Sanglas, o Can Codina                                                    |                 | Obra popular XVIII, XX Mitjan               | Amer C. Nou, 12                                   | 42° 00′ 31″ N, 2° 36′ 07″ E / 42.00858°N,2.60189°E     | IPA-26496     | Can Sanglas (Amer) · Vegeu més fotos d'aquest monument · Carregueu una nova foto d'aquest monument                                  |
| Habitatge al carrer Nou, 15                                                  |                 | Obra popular XVIII                          | Amer C. Nou, 15                                   | 42° 00′ 31″ N, 2° 36′ 06″ E / 42.00852°N,2.60178°E     | IPA-26497     | Habitatge al carrer Nou, 15 (Amer) · Vegeu més fotos d'aquest monument · Carregueu una nova foto d'aquest monument                  |
| Can Carbonés, o Can Salvi Carbonés                                           |                 | Obra popular XVIII, XXI Inici               | Amer C. Nou, 17                                   | 42° 00′ 31″ N, 2° 36′ 06″ E / 42.00858°N,2.60165°E     | IPA-26498     | Can Carbonés (Amer) · Vegeu més fotos d'aquest monument · Carregueu una nova foto d'aquest monument                                 |
| Ca l'Esqueu                                                                  |                 | Obra popular XVIII                          | Amer C. Girona, 21                                | 42° 00′ 28″ N, 2° 36′ 13″ E / 42.00791°N,2.60353°E     | IPA-26499     | Ca l'Esqueu (Amer) · Vegeu més fotos d'aquest monument · Carregueu una nova foto d'aquest monument                                  |
| Can Tomàs                                                                    |                 | Obra popular XVIII                          | Amer C. Girona, 19                                | 42° 00′ 29″ N, 2° 36′ 13″ E / 42.00795°N,2.60351°E     | IPA-26500     | Can Tomàs (Amer) · Vegeu més fotos d'aquest monument · Carregueu una nova foto d'aquest monument                                    |
| Can Plana, o Can Domingo Clara                                               |                 | Obra popular XVIII, XX                      | Amer C. Girona, 14                                | 42° 00′ 29″ N, 2° 36′ 12″ E / 42.00793°N,2.60338°E     | IPA-26501     | Can Plana (Amer) · Vegeu més fotos d'aquest monument · Carregueu una nova foto d'aquest monument                                    |
| Can Janic Casals, o Can Genix                                                |                 | Obra popular XIX, XXI Inici                 | Amer C. Girona, 20                                | 42° 00′ 28″ N, 2° 36′ 13″ E / 42.00783°N,2.6035°E      | IPA-26503     | Can Janic Casals (Amer) · Vegeu més fotos d'aquest monument · Carregueu una nova foto d'aquest monument                             |
| Can Llepart, o Can Barroca                                                   |                 | Obra popular XVIII                          | Amer C. Abat Vilafreser, 26 - pl. de la Pietat, 1 | 42° 00′ 27″ N, 2° 36′ 12″ E / 42.00755°N,2.60325°E     | IPA-26504     | Can Llepart (Amer) · Vegeu més fotos d'aquest monument · Carregueu una nova foto d'aquest monument                                  |
| Can Barolés, o Can Josep Puigdemunt                                          |                 | Obra popular XVIII, XX Final                | Amer Pl. St. Miquel, 11                           | 42° 00′ 29″ N, 2° 36′ 09″ E / 42.00809°N,2.60262°E     | IPA-26505     | Can Barolés (Amer) · Vegeu més fotos d'aquest monument · Carregueu una nova foto d'aquest monument                                  |
| Habitatge a la plaça de Sant Miquel, 9                                       |                 | Obra popular XVIII                          | Amer Pl. de Sant Miquel, 9                        | 42° 00′ 29″ N, 2° 36′ 09″ E / 42.00806°N,2.60237°E     | IPA-26506     | Habitatge a la plaça de Sant Miquel, 9 (Amer) · Vegeu més fotos d'aquest monument · Carregueu una nova foto d'aquest monument       |
| Can Nofre                                                                    |                 | Obra popular XIX, XX Final                  | Amer Pl. St. Miquel, 12                           | 42° 00′ 29″ N, 2° 36′ 10″ E / 42.00812°N,2.60272°E     | IPA-26507     | Can Nofre (Amer) · Vegeu més fotos d'aquest monument · Carregueu una nova foto d'aquest monument                                    |
| Can Tràfach, o Can Roca                                                      |                 | Obra popular XVIII                          | Amer C. Nou, 16                                   | 42° 00′ 31″ N, 2° 36′ 07″ E / 42.00861°N,2.60186°E     | IPA-26508     | Can Tràfach (Amer) · Vegeu més fotos d'aquest monument · Carregueu una nova foto d'aquest monument                                  |
| Can Capó                                                                     |                 | Obra popular XVIII, XX                      | Amer C. Nou, 29                                   | 42° 00′ 31″ N, 2° 36′ 04″ E / 42.00867°N,2.60124°E     | IPA-26509     | Can Capó (Amer) · Vegeu més fotos d'aquest monument · Carregueu una nova foto d'aquest monument                                     |
| Can Clarà                                                                    |                 | Obra popular XVIII                          | Amer C. Nou, 7                                    | 42° 00′ 30″ N, 2° 36′ 07″ E / 42.00843°N,2.60208°E     | IPA-26510     | Can Clarà (Amer) · Vegeu més fotos d'aquest monument · Carregueu una nova foto d'aquest monument                                    |
| Estació del Carrilet, o Estació FEVE del tren d'Olot                         |                 | Obra popular XIX Final                      | Amer Pujada de l'Estació, 15                      | 42° 00′ 38″ N, 2° 35′ 52″ E / 42.01065°N,2.59768°E     | IPA-26511     | Estació del Carrilet (Amer) · Vegeu més fotos d'aquest monument · Carregueu una nova foto d'aquest monument                         |
| Baixador del tren d'Olot, o Baixador de la Font Picant                       |                 | Noucentisme XX                              | Amer Baixador del tren d'Olot                     | 42° 01′ 28″ N, 2° 34′ 58″ E / 42.02448°N,2.58266°E     | IPA-26512     | Carregueu una nova foto d'aquest monument                                                                                           |
| Can Pujol                                                                    |                 | Obra popular XVIII, XXI Inici               | Amer Pl. Nostra. Sra. de la Pietat, 11            | 42° 00′ 27″ N, 2° 36′ 13″ E / 42.00737°N,2.6035°E      | IPA-26513     | Can Pujol (Amer) · Vegeu més fotos d'aquest monument · Carregueu una nova foto d'aquest monument                                    |
| Can Manelet, o Fleca Vicens, Forn de Llenya Candeal                          |                 | Obra popular XX Inici                       | Amer C. Séquia, 1                                 | 42° 00′ 32″ N, 2° 36′ 06″ E / 42.00877°N,2.6016°E      | IPA-26514     | Can Manelet (Amer) · Vegeu més fotos d'aquest monument · Carregueu una nova foto d'aquest monument                                  |
| Ca la Magdalena                                                              |                 | Obra popular XIX, XXI Inici                 | Amer C. Font Alta, 13                             | 42° 00′ 32″ N, 2° 35′ 58″ E / 42.00896°N,2.59949°E     | IPA-26515     | Carregueu una nova foto d'aquest monument                                                                                           |
| Can Joanet Zai, o Ca l'Auguet                                                |                 | Obra popular XVIII                          | Amer C. Girona, 46-48                             | 42° 00′ 26″ N, 2° 36′ 14″ E / 42.00726°N,2.604°E       | IPA-26516     | Can Joanet Zai (Amer) · Vegeu més fotos d'aquest monument · Carregueu una nova foto d'aquest monument                               |
| Can Passallops                                                               |                 | Obra popular XVIII, XX Final                | Amer C. Girona, 12                                | 42° 00′ 29″ N, 2° 36′ 12″ E / 42.00799°N,2.60333°E     | IPA-26517     | Can Passallops (Amer) · Vegeu més fotos d'aquest monument · Carregueu una nova foto d'aquest monument                               |
| Can La                                                                       | BCIL 1988       | Gòtic tardà, obra popular XVI               | Amer C. Girona, 8-10                              | 42° 00′ 29″ N, 2° 36′ 12″ E / 42.00797°N,2.60329°E     | IPA-26518     | Can La (Amer) · Vegeu més fotos d'aquest monument · Carregueu una nova foto d'aquest monument                                       |
| Can Teixó                                                                    |                 | Obra popular XVIII                          | Amer C. Girona, 29                                | 42° 00′ 28″ N, 2° 36′ 13″ E / 42.00769°N,2.60372°E     | IPA-26519     | Can Teixó (Amer) · Vegeu més fotos d'aquest monument · Carregueu una nova foto d'aquest monument                                    |
| Can Cantí                                                                    |                 | Obra popular XVIII, XX Final                | Amer C. Girona, 31                                | 42° 00′ 27″ N, 2° 36′ 14″ E / 42.00762°N,2.60378°E     | IPA-26520     | Can Cantí (Amer) · Vegeu més fotos d'aquest monument · Carregueu una nova foto d'aquest monument                                    |
| Habitatge al carrer Girona, 32                                               |                 | Darreres tendències XVIII-XX                | Amer C. Girona, 32 (enderrocat)                   | 42° 00′ 27″ N, 2° 36′ 13″ E / 42.00760°N,2.60373°E     | IPA-26521     | Carregueu una nova foto d'aquest monument                                                                                           |
| Can Cisteller de Baix, o Can Clarà                                           |                 | Obra popular XVIII                          | Amer C. Girona, 33                                | 42° 00′ 27″ N, 2° 36′ 14″ E / 42.00758°N,2.60384°E     | IPA-26522     | Can Cisteller de Baix (Amer) · Vegeu més fotos d'aquest monument · Carregueu una nova foto d'aquest monument                        |
| Can Cisteller de Dalt, o Can Soler                                           |                 | Obra popular XVIII, XX Final                | Amer C. Girona, 38                                | 42° 00′ 27″ N, 2° 36′ 14″ E / 42.00741°N,2.60384°E     | IPA-26523     | Can Cisteller de Dalt (Amer) · Vegeu més fotos d'aquest monument · Carregueu una nova foto d'aquest monument                        |
| Can Rupit                                                                    |                 | Obra popular XVIII                          | Amer C. Girona, 42                                | 42° 00′ 26″ N, 2° 36′ 14″ E / 42.00735°N,2.6039°E      | IPA-26524     | Can Rupit (Amer) · Vegeu més fotos d'aquest monument · Carregueu una nova foto d'aquest monument                                    |
| Ca l'Estarder, o Can Josep Bagué                                             |                 | Obra popular XVIII, XXI Inici               | Amer C. Girona, 43                                | 42° 00′ 27″ N, 2° 36′ 14″ E / 42.007393°N,2.603976°E   | IPA-26525     | Ca l'Estarder (Amer) · Vegeu més fotos d'aquest monument · Carregueu una nova foto d'aquest monument                                |
| Can Titot                                                                    |                 | Obra popular XVIII                          | Amer C. Girona, 47                                | 42° 00′ 26″ N, 2° 36′ 15″ E / 42.00725°N,2.60408°E     | IPA-26526     | Can Titot (Amer) · Vegeu més fotos d'aquest monument · Carregueu una nova foto d'aquest monument                                    |
| Can Pere de la Quima, o Ca la Senyora Guerrero                               |                 | Obra popular XVIII, XXI Inici               | Amer C. Girona, 56                                | 42° 00′ 26″ N, 2° 36′ 15″ E / 42.00714°N,2.60408°E     | IPA-26527     | Can Pere de la Quima (Amer) · Vegeu més fotos d'aquest monument · Carregueu una nova foto d'aquest monument                         |
| Can Tonelada, o Can Josep Puigdemont                                         |                 | Obra popular XIX                            | Amer C. Montseny, 6                               | 42° 00′ 37″ N, 2° 35′ 58″ E / 42.01023°N,2.5995°E      | IPA-26528     | Can Tonelada (Amer) · Vegeu més fotos d'aquest monument · Carregueu una nova foto d'aquest monument                                 |
| Can Paradís, o Can Josep Puigdemunt                                          |                 | Obra popular XVIII, XX Mitjan               | Amer C. Girona, 60                                | 42° 00′ 25″ N, 2° 36′ 15″ E / 42.00704°N,2.60417°E     | IPA-26529     | Can Paradís (Amer) · Vegeu més fotos d'aquest monument · Carregueu una nova foto d'aquest monument                                  |
| Can Cames                                                                    |                 | Obra popular XVIII                          | Amer C. Girona, 74                                | 42° 00′ 23″ N, 2° 36′ 17″ E / 42.00629°N,2.60473°E     | IPA-26530     | Can Cames (Amer) · Vegeu més fotos d'aquest monument · Carregueu una nova foto d'aquest monument                                    |
| Can Japic                                                                    |                 | Obra popular XVIII, XX Mitjan               | Amer C. Girona, 72                                | 42° 00′ 24″ N, 2° 36′ 16″ E / 42.00673°N,2.60438°E     | IPA-26531     | Can Japic (Amer) · Vegeu més fotos d'aquest monument · Carregueu una nova foto d'aquest monument                                    |
| Font Baixa                                                                   |                 | Obra popular XIX, XX Final                  | Amer C. Font Alta                                 | 42° 00′ 31″ N, 2° 36′ 03″ E / 42.00864°N,2.60095°E     | IPA-26532     | Font Baixa (Amer) · Vegeu més fotos d'aquest monument · Carregueu una nova foto d'aquest monument                                   |
| El Firal                                                                     |                 | Obra popular XIX, XX Final                  | Amer Pg. del Firal, 25                            | 42° 00′ 35″ N, 2° 36′ 01″ E / 42.00966°N,2.60031°E     | IPA-26533     | El Firal (Amer) · Vegeu més fotos d'aquest monument · Carregueu una nova foto d'aquest monument                                     |
| Can Galant, o Ca la Remei Llepart                                            |                 | Obra popular XVIII, XXI Inici               | Amer C. Migdia, 8                                 | 42° 00′ 28″ N, 2° 36′ 09″ E / 42.00789°N,2.60245°E     | IPA-26534     | Can Galant (Amer) · Vegeu més fotos d'aquest monument · Carregueu una nova foto d'aquest monument                                   |
| Can Pairet                                                                   |                 | Obra popular XVIII                          | Amer C. Migdia, 4                                 | 42° 00′ 29″ N, 2° 36′ 08″ E / 42.00795°N,2.60231°E     | IPA-26535     | Can Pairet (Amer) · Vegeu més fotos d'aquest monument · Carregueu una nova foto d'aquest monument                                   |
| Can Caire, o Can Miquel Pon                                                  |                 | Obra popular XIX, XXI Inici                 | Amer C. Fira de St. Isidre, 7                     | 42° 00′ 33″ N, 2° 36′ 00″ E / 42.00927°N,2.60008°E     | IPA-26536     | Can Caire (Amer) · Vegeu més fotos d'aquest monument · Carregueu una nova foto d'aquest monument                                    |
| Can Paradell, o Perruqueria Molina                                           |                 | Obra popular XIX, XX Final                  | Amer Pl. St. Miquel, 3                            | 42° 00′ 31″ N, 2° 36′ 09″ E / 42.00849°N,2.60246°E     | IPA-26537     | Can Paradell (Amer) · Vegeu més fotos d'aquest monument · Carregueu una nova foto d'aquest monument                                 |
| Can Pere Llebre                                                              |                 | Obra popular XVIII, XX Mitjan               | Amer C. Migdia, 22                                | 42° 00′ 28″ N, 2° 36′ 10″ E / 42.00769°N,2.60276°E     | IPA-26538     | Can Pere Llebre (Amer) · Vegeu més fotos d'aquest monument · Carregueu una nova foto d'aquest monument                              |
| Ca l'Escaler, o Can Cullell                                                  |                 | Obra popular XVIII                          | Amer C. Migdia, 7                                 | 42° 00′ 28″ N, 2° 36′ 10″ E / 42.00786°N,2.60264°E     | IPA-26539     | Ca l'Escaler (Amer) · Vegeu més fotos d'aquest monument · Carregueu una nova foto d'aquest monument                                 |
| Ca l'Esteve Llebre, o Cal Carreter                                           |                 | Obra popular XVII, XX Mitjan                | Amer C. Migdia, 18                                | 42° 00′ 28″ N, 2° 36′ 10″ E / 42.00774°N,2.60268°E     | IPA-26540     | Ca l'Esteve Llebre (Amer) · Vegeu més fotos d'aquest monument · Carregueu una nova foto d'aquest monument                           |
| Can Panosa, o Can Viola                                                      |                 | Obra popular XIX                            | Amer Pl. de la Vila, 11                           | 42° 00′ 33″ N, 2° 36′ 10″ E / 42.00922°N,2.60277°E     | IPA-26541     | Can Panosa (Amer) · Vegeu més fotos d'aquest monument · Carregueu una nova foto d'aquest monument                                   |
| Can Rostes, o Ca l'Oller                                                     |                 | Obra popular XVIII                          | Amer C. Migdia, 24                                | 42° 00′ 27″ N, 2° 36′ 10″ E / 42.00757°N,2.60282°E     | IPA-26542     | Can Rostes (Amer) · Vegeu més fotos d'aquest monument · Carregueu una nova foto d'aquest monument                                   |
| Can Rossàs, o Can Matas                                                      |                 | Obra popular XVII, XX Mitjan                | Amer Pl. Nostra. Sra. de la Pietat, 3             | 42° 00′ 26″ N, 2° 36′ 11″ E / 42.00734°N,2.60315°E     | IPA-26543     | Can Rossàs (Amer) · Vegeu més fotos d'aquest monument · Carregueu una nova foto d'aquest monument                                   |
| Can Claramunt                                                                |                 | Obra popular XIX                            | Amer Pl. de la Pietat, 9                          | 42° 00′ 26″ N, 2° 36′ 13″ E / 42.00726°N,2.60359°E     | IPA-26544     | Can Claramunt (Amer) · Vegeu més fotos d'aquest monument · Carregueu una nova foto d'aquest monument                                |
| Capella de la Pietat, o Capella de la Mare de Déu de la Pietat del Pedreguet | BCIL 1988       | Obra popular XVII                           | Amer C. Girona, 80                                | 42° 00′ 22″ N, 2° 36′ 17″ E / 42.00603°N,2.60478°E     | IPA-26545     | Capella de la Pietat (Amer) · Vegeu més fotos d'aquest monument · Carregueu una nova foto d'aquest monument                         |
| Plaça de la Vila, o Plaça porxada                                            | BCIL 1988       | Obra popular XVIII                          | Amer Pl. de la Vila                               | 42° 00′ 33″ N, 2° 36′ 11″ E / 42.00916°N,2.60302°E     | IPA-26546     | Plaça de la Vila (Amer) · Vegeu més fotos d'aquest monument · Carregueu una nova foto d'aquest monument                             |
| Ajuntament, o Casa de la Vila                                                |                 | Obra popular XIX, XX Final                  | Amer Pl. Vila, 30                                 | 42° 00′ 33″ N, 2° 36′ 12″ E / 42.00906°N,2.60326°E     | IPA-26547     | Casa de la Vila (Amer) · Vegeu més fotos d'aquest monument · Carregueu una nova foto d'aquest monument                              |
| Can Tarradellas                                                              |                 | Obra popular XIX, XX Inici                  | Amer Pl. Vila, 29                                 | 42° 00′ 32″ N, 2° 36′ 11″ E / 42.009°N,2.60318°E       | IPA-26548     | Can Tarradellas (Amer) · Vegeu més fotos d'aquest monument · Carregueu una nova foto d'aquest monument                              |
| Can Mates, antic Cafè Comercio                                               |                 | Obra popular XVIII                          | Amer Pl. de la Vila, 22-23                        | 42° 00′ 31″ N, 2° 36′ 10″ E / 42.00873°N,2.60283°E     | IPA-26549     | Can Mates (Amer) · Vegeu més fotos d'aquest monument · Carregueu una nova foto d'aquest monument                                    |
| Ca l'Espinet                                                                 |                 | Moviment Modern XIX, XX Mitjan              | Amer Pl. Vila, 20                                 | 42° 00′ 32″ N, 2° 36′ 10″ E / 42.00891°N,2.60285°E     | IPA-26550     | Ca l'Espinet (Amer) · Vegeu més fotos d'aquest monument · Carregueu una nova foto d'aquest monument                                 |
| Can Cassanyes, o Tintoreria Núria                                            |                 | Obra popular XX Inici                       | Amer Pl. de la Vila, 21                           | 42° 00′ 32″ N, 2° 36′ 10″ E / 42.0089°N,2.6028°E       | IPA-26551     | Can Cassanyes (Amer) · Vegeu més fotos d'aquest monument · Carregueu una nova foto d'aquest monument                                |
| Can Munda, o Cafè Paco                                                       |                 | Obra popular XIX, XXI Inici                 | Amer Pl. Vila, 19                                 | 42° 00′ 32″ N, 2° 36′ 10″ E / 42.00897°N,2.60274°E     | IPA-26552     | Can Munda (Amer) · Vegeu més fotos d'aquest monument · Carregueu una nova foto d'aquest monument                                    |
| Habitatge de la plaça de la Vila, 8                                          |                 | Obra popular XIX                            | Amer Pl. de la Vila, 8                            | 42° 00′ 34″ N, 2° 36′ 10″ E / 42.00933°N,2.6029°E      | IPA-26553     | Habitatge de la plaça de la Vila, 8 (Amer) · Vegeu més fotos d'aquest monument · Carregueu una nova foto d'aquest monument          |
| Can Setze, o Can Torre                                                       |                 | Obra popular XIX, XXI Inici                 | Amer Pl. Vila, 7                                  | 42° 00′ 34″ N, 2° 36′ 11″ E / 42.00935°N,2.60296°E     | IPA-26554     | Can Setze (Amer) · Vegeu més fotos d'aquest monument · Carregueu una nova foto d'aquest monument                                    |
| Antiga Casa dels Sidera                                                      |                 | Obra popular XVIII                          | Amer Pl. de la Vila, 10                           | 42° 00′ 33″ N, 2° 36′ 10″ E / 42.0093°N,2.60284°E      | IPA-26555     | Antiga Casa dels Sidera (Amer) · Vegeu més fotos d'aquest monument · Carregueu una nova foto d'aquest monument                      |
| Can Tana, o Fleca de Can Xicu                                                |                 | Obra popular XIX, XXI Inici                 | Amer Pl. Vila, 6                                  | 42° 00′ 34″ N, 2° 36′ 11″ E / 42.0094°N,2.60302°E      | IPA-26556     | Can Tana (Amer) · Vegeu més fotos d'aquest monument · Carregueu una nova foto d'aquest monument                                     |
| Can Junquera - Can Goltresa, o Ca l'Armer                                    | BCIL 1987       | Eclecticisme XIX (1883)                     | Amer Pl. de la Vila, 5                            | 42° 00′ 31″ N, 2° 36′ 11″ E / 42.00853°N,2.60308°E     | IPA-26557     | Can Junquera - Can Goltresa (Amer) · Vegeu més fotos d'aquest monument · Carregueu una nova foto d'aquest monument                  |
| Ca la Tia Lola                                                               |                 | Obra popular XIX, XX                        | Amer Pl. Vila, 3-4                                | 42° 00′ 34″ N, 2° 36′ 12″ E / 42.00935°N,2.60324°E     | IPA-26558     | Ca la Tia Lola (Amer) · Vegeu més fotos d'aquest monument · Carregueu una nova foto d'aquest monument                               |
| Monument al Músic, o Amer a Tots els Seus Músics                             |                 | Obra popular XX                             | Amer Pl. St. Miquel                               | 42° 00′ 30″ N, 2° 36′ 09″ E / 42.00826°N,2.60245°E     | IPA-26561     | Monument al Músic (Amer) · Vegeu més fotos d'aquest monument · Carregueu una nova foto d'aquest monument                            |
| Can Soler                                                                    |                 | Obra popular XX, XX Inici                   | Amer C. Narcís Jonquera, 8                        | 42° 00′ 34″ N, 2° 36′ 08″ E / 42.00942°N,2.60223°E     | IPA-26562     | Can Soler (Amer) · Vegeu més fotos d'aquest monument · Carregueu una nova foto d'aquest monument                                    |
| Can Junquera                                                                 |                 | Obra popular XIX (1895)                     | Amer C. Narcís Junquera, 1                        | 42° 00′ 33″ N, 2° 36′ 09″ E / 42.00908°N,2.60245°E     | IPA-26563     | Can Junquera (Amer) · Vegeu més fotos d'aquest monument · Carregueu una nova foto d'aquest monument                                 |
| Can Canesteve, o Can Rieradevall                                             |                 | Obra popular XIX, XXI Inici                 | Amer C. Narcís Jonquera, 5                        | 42° 00′ 33″ N, 2° 36′ 08″ E / 42.00919°N,2.60233°E     | IPA-26564     | Can Canesteve (Amer) · Vegeu més fotos d'aquest monument · Carregueu una nova foto d'aquest monument                                |
| Can Gasull, o Can Josep Clara                                                |                 | Obra popular XVIII, XX Mitjan               | Amer Pl. Monestir, 3                              | 42° 00′ 35″ N, 2° 36′ 09″ E / 42.00969°N,2.60253°E     | IPA-26565     | Can Gasull (Amer) · Vegeu més fotos d'aquest monument · Carregueu una nova foto d'aquest monument                                   |
| Can Rajoler                                                                  |                 | Obra popular XIX                            | Amer C. Sant Benet, 8                             | 42° 00′ 35″ N, 2° 36′ 10″ E / 42.0098°N,2.60275°E      | IPA-26566     | Can Rajoler (Amer) · Vegeu més fotos d'aquest monument · Carregueu una nova foto d'aquest monument                                  |
| Can Ramonet                                                                  |                 | Obra popular XVI, XXI Inici                 | Amer C. Ludovico Pio, 3                           | 42° 00′ 35″ N, 2° 36′ 11″ E / 42.00967°N,2.60298°E     | IPA-26567     | Can Ramonet (Amer) · Vegeu més fotos d'aquest monument · Carregueu una nova foto d'aquest monument                                  |
| Can Dimoni                                                                   |                 | Obra popular XIX                            | Amer C. Olot, 4                                   | 42° 00′ 35″ N, 2° 36′ 11″ E / 42.0098°N,2.60311°E      | IPA-26568     | Can Dimoni (Amer) · Vegeu més fotos d'aquest monument · Carregueu una nova foto d'aquest monument                                   |
| Can Galceran                                                                 |                 | Obra popular XIX, XX Mitjan                 | Amer C. d'Olot, 2                                 | 42° 00′ 36″ N, 2° 36′ 11″ E / 42.009960°N,2.603107°E   | IPA-26569     | Can Galceran (Amer) · Vegeu més fotos d'aquest monument · Carregueu una nova foto d'aquest monument                                 |
| Can Vaiella                                                                  |                 | Obra popular XVII                           | Amer C. de la Riera, 7                            | 42° 00′ 32″ N, 2° 36′ 14″ E / 42.00902°N,2.60401°E     | IPA-26570     | Can Vaiella (Amer) · Vegeu més fotos d'aquest monument · Carregueu una nova foto d'aquest monument                                  |
| Antic Dispensari                                                             |                 | Obra popular XVIII, XXI Inici               | Amer C. d'Avall, 23                               | 42° 00′ 31″ N, 2° 36′ 12″ E / 42.0086°N,2.60324°E      | IPA-26571     | Antic Dispensari (Amer) · Vegeu més fotos d'aquest monument · Carregueu una nova foto d'aquest monument                             |
| Habitatge al carrer d'Avall, 27                                              |                 | Obra popular XVIII                          | Amer C. d'Avall, 27                               | 42° 00′ 31″ N, 2° 36′ 12″ E / 42.00855°N,2.6032°E      | IPA-26572     | Habitatge al carrer d'Avall, 27 (Amer) · Vegeu més fotos d'aquest monument · Carregueu una nova foto d'aquest monument              |
| Habitatge al carrer Sant Antoni, 10-12                                       |                 | Obra popular XVIII, XXI Inici               | Amer C. St. Antoni, 10-12                         | 42° 00′ 30″ N, 2° 36′ 07″ E / 42.00842°N,2.60189°E     | IPA-26573     | Habitatge al carrer Sant Antoni, 10-12 (Amer) · Vegeu més fotos d'aquest monument · Carregueu una nova foto d'aquest monument       |
| Habitatge al carrer Sant Antoni, 27                                          |                 | Obra popular XIX                            | Amer C. Sant Antoni, 27                           | 42° 00′ 31″ N, 2° 36′ 04″ E / 42.00854°N,2.60115°E     | IPA-26574     | Habitatge al carrer Sant Antoni, 27 (Amer) · Vegeu més fotos d'aquest monument · Carregueu una nova foto d'aquest monument          |
| El Colomer                                                                   |                 | Obra popular XIX                            | Amer Mas Colomer                                  | 42° 01′ 33″ N, 2° 34′ 46″ E / 42.02574°N,2.57947°E     | IPA-26576     | Carregueu una nova foto d'aquest monument                                                                                           |
| Vernatallada                                                                 |                 | Obra popular XVI, XIX, XX                   | Amer                                              | 42° 01′ 46″ N, 2° 34′ 54″ E / 42.02934°N,2.58174°E     | IPA-26580     | Carregueu una nova foto d'aquest monument                                                                                           |
| Església de Sant Marçal del Colomer d'Amer                                   | BCIL 1988       | Obra popular XI, XV, XVII, XX, XX           | Amer St. Marçal del Colomer                       | 42° 01′ 32″ N, 2° 34′ 45″ E / 42.02547°N,2.57921°E     | IPA-26585     | Església de Sant Marçal del Colomer (Amer) · Vegeu més fotos d'aquest monument · Carregueu una nova foto d'aquest monument          |
| Presa del Pasteral                                                           |                 | Obra popular XIX, XX                        | Amer i la Cellera de Ter                          | 41° 59′ 04″ N, 2° 36′ 07″ E / 41.98455°N,2.60188°E     | IPA-31363     | Carregueu una nova foto d'aquest monument                                                                                           |
| Mas Concs                                                                    |                 | Obra popular XIV, XVI, XX                   | Amer                                              | 42° 01′ 05″ N, 2° 34′ 32″ E / 42.01794°N,2.57569°E     | IPA-34284     | Carregueu una nova foto d'aquest monument                                                                                           |
| Can Timonet                                                                  |                 | Obra popular XVI, XIX, XX                   | Amer                                              | 41° 59′ 25″ N, 2° 36′ 08″ E / 41.99021°N,2.60223°E     | IPA-34285     | Carregueu una nova foto d'aquest monument                                                                                           |
| La Jonquera                                                                  | BCIL 1988       | Obra popular XVI, XVIII, XX                 | Amer                                              | 42° 01′ 40″ N, 2° 35′ 15″ E / 42.02785°N,2.58757°E     | IPA-34286     | Carregueu una nova foto d'aquest monument                                                                                           |
| L'Obac                                                                       |                 | Obra popular XIV, XVI, XX                   | Amer                                              | 42° 01′ 57″ N, 2° 33′ 37″ E / 42.0324°N,2.56018°E      | IPA-34287     | Carregueu una nova foto d'aquest monument                                                                                           |
| Can Gelabert                                                                 |                 | Obra popular XVI, XX                        | Amer Can Gelabert, 18                             | 41° 59′ 31″ N, 2° 36′ 22″ E / 41.99197°N,2.60602°E     | IPA-34288     | Can Gelabert (Amer) · Vegeu més fotos d'aquest monument · Carregueu una nova foto d'aquest monument                                 |
| La Torre, o la Torre de la Francesa                                          |                 | Modernisme XX                               | Amer C. de la Barroca, 5                          | 42° 00′ 38″ N, 2° 36′ 15″ E / 42.01068°N,2.60425°E     | IPA-34289     | Carregueu una nova foto d'aquest monument                                                                                           |
| Can Boada                                                                    |                 | Obra popular XVI, XIX, XX                   | Amer Can Boada                                    | 41° 59′ 13″ N, 2° 37′ 54″ E / 41.98702°N,2.63158°E     | IPA-34290     | Carregueu una nova foto d'aquest monument                                                                                           |
| Església de Sant Climent                                                     | BCIL 1988       | Obra popular XVII, XIX, XXI Inici           | Amer St. Climent d'Amer                           | 42° 00′ 16″ N, 2° 38′ 14″ E / 42.00445°N,2.63709°E     | IPA-34291     | Església de Sant Climent (Amer) · Vegeu més fotos d'aquest monument · Carregueu una nova foto d'aquest monument                     |
| Can Sitges                                                                   |                 | Obra popular XVI, XX                        | Amer                                              | 41° 59′ 15″ N, 2° 34′ 54″ E / 41.98757°N,2.5817°E      | IPA-34292     | Carregueu una nova foto d'aquest monument                                                                                           |
| Mas Palou                                                                    |                 | Obra popular IX, XVI, XVII, XX, XX Final    | Amer                                              | 42° 00′ 02″ N, 2° 36′ 12″ E / 42.00056°N,2.60346°E     | IPA-34293     | Carregueu una nova foto d'aquest monument                                                                                           |
| El Mont                                                                      |                 | Obra popular XVI, XX                        | Amer                                              | 42° 00′ 30″ N, 2° 35′ 16″ E / 42.00837°N,2.58772°E     | IPA-34294     | Carregueu una nova foto d'aquest monument                                                                                           |
| Can Puig de Lloret Salvatge                                                  |                 | Obra popular XVIII                          | Amer                                              | 41° 59′ 15″ N, 2° 35′ 00″ E / 41.98739°N,2.58345°E     | IPA-34295     | Carregueu una nova foto d'aquest monument                                                                                           |
| Ermita de Santa Brígida                                                      | BCIL 1988       | Romànic XI                                  | Amer                                              | 42° 01′ 14″ N, 2° 36′ 38″ E / 42.0206°N,2.61058°E      | IPA-34296     | Ermita de Santa Brígida (Amer) · Vegeu més fotos d'aquest monument · Carregueu una nova foto d'aquest monument                      |
| La Boada                                                                     |                 | Obra popular XVI                            | Amer                                              | 42° 00′ 42″ N, 2° 35′ 42″ E / 42.01164°N,2.59497°E     | IPA-34297     | Carregueu una nova foto d'aquest monument                                                                                           |
| Can Pujades, o Can Xicu                                                      |                 | Obra popular, noucentisme XX                | Amer C. de la Barroca, 1 (5)                      | 42° 00′ 38″ N, 2° 36′ 15″ E / 42.01052°N,2.60404°E     | IPA-34298     | Carregueu una nova foto d'aquest monument                                                                                           |
| Mas Gallissà                                                                 |                 | Obra popular XVI                            | Amer                                              | 41° 59′ 21″ N, 2° 36′ 18″ E / 41.98903°N,2.60499°E     | IPA-34300     | Carregueu una nova foto d'aquest monument                                                                                           |
| Sant Agustí de Lloret Salvatge, o Sant Agustí de la Muntanya                 |                 | Romànic XI                                  | Amer                                              | 41° 59′ 08″ N, 2° 34′ 53″ E / 41.98563°N,2.58127°E     | IPA-34301     | Sant Agustí de Lloret Salvatge (Amer) · Modifica el valor a Wikidata · Carregueu una nova foto d'aquest monument                    |
| Can Ter                                                                      |                 | Obra popular XIX                            | Amer                                              | 41° 59′ 27″ N, 2° 36′ 38″ E / 41.99092°N,2.61061°E     | IPA-34302     | Carregueu una nova foto d'aquest monument                                                                                           |
| Sant Genís Sacosta                                                           |                 | Obra popular XVIII                          | Amer                                              | 42° 02′ 14″ N, 2° 33′ 45″ E / 42.03716°N,2.56247°E     | IPA-34303     | Sant Genís Sacosta (Amer) · Modifica el valor a Wikidata · Carregueu una nova foto d'aquest monument                                |
| La Blanquera de Dalt                                                         |                 | Obra popular XVI                            | Amer Enderrocat                                   | 42° 01′ 51″ N, 2° 35′ 37″ E / 42.03083333°N,2.593575°E | IPA-34304     | Carregueu una nova foto d'aquest monument                                                                                           |
| El Molí d'Oliveres                                                           |                 | Obra popular XIX                            | Amer Resclosa, molí i canal sobre el riu Brugent  | 42° 01′ 50″ N, 2° 35′ 03″ E / 42.03055°N,2.58428°E     | IPA-34305     | Carregueu una nova foto d'aquest monument                                                                                           |
| Mas Oliveres                                                                 |                 | Obra popular XVI                            | Amer                                              | 42° 01′ 50″ N, 2° 35′ 16″ E / 42.03054°N,2.58783°E     | IPA-34306     | Carregueu una nova foto d'aquest monument                                                                                           |
| Can Mundet, o Can Simonai                                                    |                 | Obra popular XVIII                          | Amer Pl. de la Vila, 26                           | 42° 00′ 32″ N, 2° 36′ 11″ E / 42.00892°N,2.60306°E     | IPA-34307     | Can Mundet (Amer) · Vegeu més fotos d'aquest monument · Carregueu una nova foto d'aquest monument                                   |
| Creu de terme                                                                |                 | Gòtic tardà XVIII-XX                        | Amer Pl. del Monestir                             | 42° 00′ 35″ N, 2° 36′ 08″ E / 42.00978°N,2.60232°E     | IPA-36015     | Creu de terme (Amer) · Vegeu més fotos d'aquest monument · Carregueu una nova foto d'aquest monument                                |
| Can Claramont                                                                |                 | Obra popular XVIII-XX                       | Amer Pl. de la Pietat, 8                          | 42° 00′ 26″ N, 2° 36′ 13″ E / 42.007308°N,2.603483°E   | IPA-36639     | Can Claramont (Amer) · Vegeu més fotos d'aquest monument · Carregueu una nova foto d'aquest monument                                |